# Dent de Ruth
La Dent de Ruth (2.236 m s.l.m.) è una montagna delle Prealpi di Vaud e Friburgo nelle Prealpi Svizzere.

## Descrizione
Si trova sul confine dei tre cantoni svizzeri: Vaud, Friburgo e Berna.